# 西班牙战列舰列表
西班牙战列舰列表收录所有西班牙海军订购、计划建造或者服役的无畏战列舰。在19世纪后半叶，西班牙海軍建造一系列铁甲舰，並累积相关的建造经验下，在1880年代最终发展成为佩莱约号露炮塔铁甲舰。在1898年的美西战争中，西班牙舰队大部分被摧毁，战后西班牙慢慢开始重建其海军。在20世纪早期，西班牙海军建造3艘战列舰，并计划建造更多战列舰。建成的3艘战列舰就是有史以来最小的无畏舰西班牙级。1913年海军法又批准3艘维多利亚·尤金妮亚王后级的建造计划。但因为西班牙严重依赖英国的物质和技术专长，第一次世界大战的爆发阻断这些战列舰的建造工程。3艘完工的战列舰都曾在北非的里夫战争中服役，当时首舰西班牙号在战争期间搁浅并最终拆解。
第一次世界大战结束后，设计单位偶尔会提出建造新战列舰的计划，其中包括从英国强大的纳尔逊级战列舰中衍生出来的小型设计方案。然而，直到西班牙内战爆发时，这些努力并没有带来任何结果。弗朗西斯科·佛朗哥领导的国民军在内战中取得胜利，而两艘仅存西班牙级战列舰则双双在内战中沉没。这使得建造意大利设计的4艘高速戰艦的提案，以及建造“大型巡洋舰”——唯一一个由西班牙自己提出的战列巡洋舰设计案也一一被提出。然而，第二次世界大战的爆发使这些计划都被打乱。
| 武装     | 主要武器的数量和类型                                 |
| 装甲     | 水线装甲带厚度                                       |
| 排水量   | 作战时舰只满载排水量                                 |
| 推进器   | 传动轴的数量，推进系统的类型、可提供的最高航速和功率 |
| 服役     | 舰只开建和结束建造的日期以及其最终结局               |
| 龙骨敷设 | 开始安放龙骨的日期                                   |
| 下水     | 舰只下水的日期                                       |
| 交付日期 | 舰只交付使用的日期                                   |
| 结局     | 舰只最终结局（例如沉没、拆解）                       |

## 西班牙级

西班牙号（前阿方索十三世号）在1937年的状态

根据1908年海军法授权建造并调派至第一分舰队的西班牙级是第一款也是唯一一款无畏舰，更是有史以来建造的最小的无畏舰。一些评论认为西班牙级比起纯粹的战列舰，更像是“无畏型岸防舰”。本级3舰是由费罗尔海军建造协会在四年内建造完成，但是第一次世界大战的爆发导致其余两舰推迟建造，特别是第三艘，因为来自英国的装备和武器交付因战争而中断。
由于海军技术的迅速发展，西班牙级还没有完工就已经过时。建成后她在里夫战争和西班牙内战中表现活跃。1923年西班牙号在摩洛哥海岸搁浅。1931年西班牙第二共和国成立后，阿方索十三世号被重新命名为西班牙号。在1930年代中期，有人提议将两艘幸存的战列舰改建为“袖珍战列舰” 。具体的改建方案包括加长船体和将炮塔重新排列在舰体中轴线上。到1936年，一个更加保守的改建计划被提出，其中就包括改用燃油，但是西班牙内战的爆发使这个计划搁置。
本级的其余两舰都折损于西班牙内战中。在国民军一方服役的西班牙号（前阿方索十三世号）于1937年4月触雷沉没，而作为共和军海军一员参战的海梅一世号于1937年6月在卡塔赫纳遭遇内部爆炸，后来作为预防措施自沉。1938年，残骸被捞起，并最终于1939年拆解。
| 舰名                          | 武装                 | 装甲         | 排水量                   | 推进器                                                                                        | 服役          | 服役          | 服役           | 服役                                                |
| 舰名                          | 武装                 | 装甲         | 排水量                   | 推进器                                                                                        | 龙骨敷设      | 下水          | 交付日期       | 结局                                                |
| ----------------------------- | -------------------- | ------------ | ------------------------ | --------------------------------------------------------------------------------------------- | ------------- | ------------- | -------------- | --------------------------------------------------- |
| 西班牙号        | 8门12英寸（305）舰炮 | 8英寸（203） | 15,700公噸（15,452長噸） | 4具螺旋桨，帕森斯式蒸汽轮机，19節（35每小時；22英里每小時），15,500匹指示馬力（11,600千瓦特） | 1909年12月5日 | 1910年2月5日  | 1913年10月23日 | 1923年8月26日在摩洛哥近海搁浅，救援失败后在现场拆解 |
| 阿方索十三世号  | 8门12英寸（305）舰炮 | 8英寸（203） | 15,700公噸（15,452長噸） | 4具螺旋桨，帕森斯式蒸汽轮机，19節（35每小時；22英里每小時），15,500匹指示馬力（11,600千瓦特） | 1910年2月23日 | 1913年5月7日  | 1915年8月16日  | 1937年4月30日沉没                                   |
| 海梅一世号      | 8门12英寸（305）舰炮 | 8英寸（203） | 15,700公噸（15,452長噸） | 4具螺旋桨，帕森斯式蒸汽轮机，19節（35每小時；22英里每小時），15,500匹指示馬力（11,600千瓦特） | 1912年2月5日  | 1914年9月21日 | 1921年12月20日 | 1937年6月17日沉没                                   |

## 维多利亚·尤金妮亚王后级
根据1913年海军法，以“第二分舰队计划”名义授权建造的3艘维多利亚·尤金妮亚王后级战列舰，以阿方索十三世的王后命名，并被细分为A舰、B舰和C舰（只有A舰有正式的命名）。这些战列舰由英国维克斯-阿姆斯特朗公司设计，计划排水量21,000長噸（21,000公噸），航速为21節（39每小時；24英里每小時）。早期的计划要求装备15英寸（381）口径舰炮，但是因为财政困难导致最终方案以8门13.5英寸（343）口径舰炮代替。由于本级舰的建造工程需要大量英国方面的技术援助，因此第一次世界大战的爆发直接迫使这个项目被取消。
| 舰名                                     | 武装                   | 装甲 | 排水量                   | 推进器                                                      | 服役     | 服役 | 服役     | 服役       |
| 舰名                                     | 武装                   | 装甲 | 排水量                   | 推进器                                                      | 龙骨敷设 | 下水 | 交付日期 | 结局       |
| ---------------------------------------- | ---------------------- | ---- | ------------------------ | ----------------------------------------------------------- | -------- | ---- | -------- | ---------- |
| “维多利亚·尤金妮亚王后”号  | 8门13.5英寸（343）舰炮 | 未知 | 21,000公噸（21,000長噸） | 4具螺旋桨，帕森斯式蒸汽轮机，21節（39每小時；24英里每小時） | —        | —    | —        | 1914年取消 |
| B舰                                      | 8门13.5英寸（343）舰炮 | 未知 | 21,000公噸（21,000長噸） | 4具螺旋桨，帕森斯式蒸汽轮机，21節（39每小時；24英里每小時） | —        | —    | —        | 1914年取消 |
| C舰                                      | 8门13.5英寸（343）舰炮 | 未知 | 21,000公噸（21,000長噸） | 4具螺旋桨，帕森斯式蒸汽轮机，21節（39每小時；24英里每小時） | —        | —    | —        | 1914年取消 |

## 战后项目

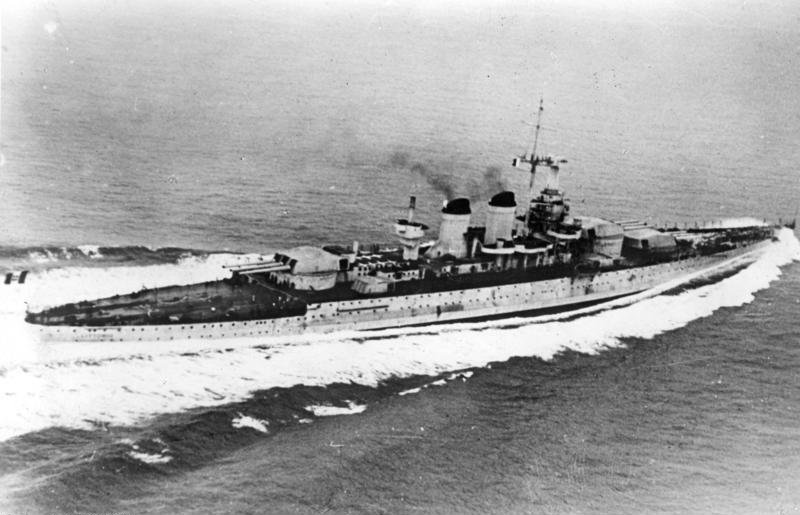
西班牙提出建造意大利设计的利托里奥级战列舰的改型方案

第一次世界大战结束后，西班牙没有参加限制签约国的战列舰建造计划的华盛顿海军会议。尽管如此，在1920年代早期，西班牙海军曾考虑计划建造35,000長噸（36,000公噸）排水量的战列舰舰级，也就是《华盛顿海军条约》规定的排水量。到1930年代早期，海军提出一个“简配版纳尔逊级”战列舰的提案，然而两个提案都未通过。
国民军在西班牙内战胜利后，弗朗西斯科·佛朗哥的西班牙海军计划包括购买4艘现代战列舰，意大利利托里奥级战列舰的改型是满足这一需求的最佳选择。1939年底，前往意大利的西班牙代表团得到在西班牙船厂建造该级舰只的技术支持保证，并在费罗尔建造一条足够一次建造两艘舰只大小的船台。然而，意大利在1940年卷入第二次世界大战，加上西班牙资源有限，导致该项目取消。
作为佛朗哥海军扩张计划的一部分，原本还计划建造“超级条约巡洋舰”，其中一些设计方案主张装备6门12英寸（305）舰炮。另有一些猜测认为，西班牙希望购买两座11英寸（280）三联装炮塔。这两座炮塔是德国海军计划重建两座15英寸（381）炮塔的格奈森瑙号战列舰之后空出的。然而战争局势的急速恶化也意味着这个项目也不会有什么结果。

## 脚注

### 引文
1. ↑  燃烧岛链
2. 1 2  日本海人社 & 世界近代战列舰史，第80頁
3. ↑  日本海人社 & 世界近代战列舰史，第162頁
4. ↑  Gröner，第ix頁
5. ↑  Gardiner & Gray，第376, 378頁
6. 1 2 3 4  Garzke & Dulin，第438頁
7. 1 2 3  Garzke & Dulin，第437頁
8. 1 2 3 4 5 6 7 8 9 10 11 12 13 14 15 16 17 18 19 20 21 22 23  Gardiner & Gray，第378頁
9. 1 2  Garzke & Dulin，第439頁
10. 1 2 3 4 5 6 7 8 9 10 11  舰船知识 2003.12，第41頁
11. ↑  舰载武器 2007.03，第61頁
12. ↑  舰船知识 2003.12，第40頁
13. 1 2 3 4 5 6 7 8  Gardiner & Gray，第378頁
14. 1 2  舰载武器 2007.03，第64頁
15. ↑  Sturton，第144頁.
16. ↑  日本海人社 & 世界近代战列舰史，第196頁
17. ↑  Garzke & Dulin，第440–442頁
18. ↑  刘怡，第206頁
19. ↑  Garzke & Dulin，第443頁